# 간고지

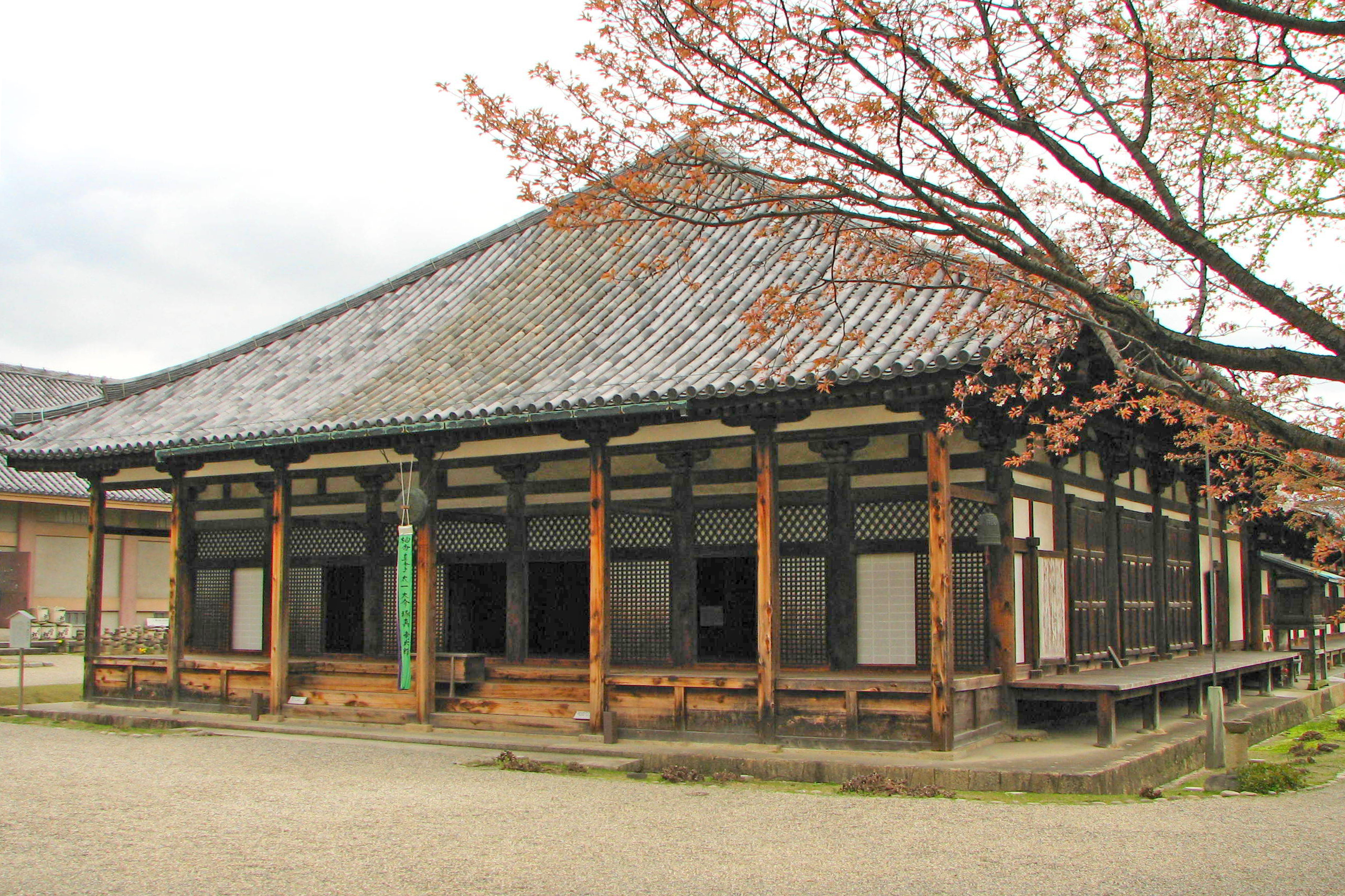
극락방 본당

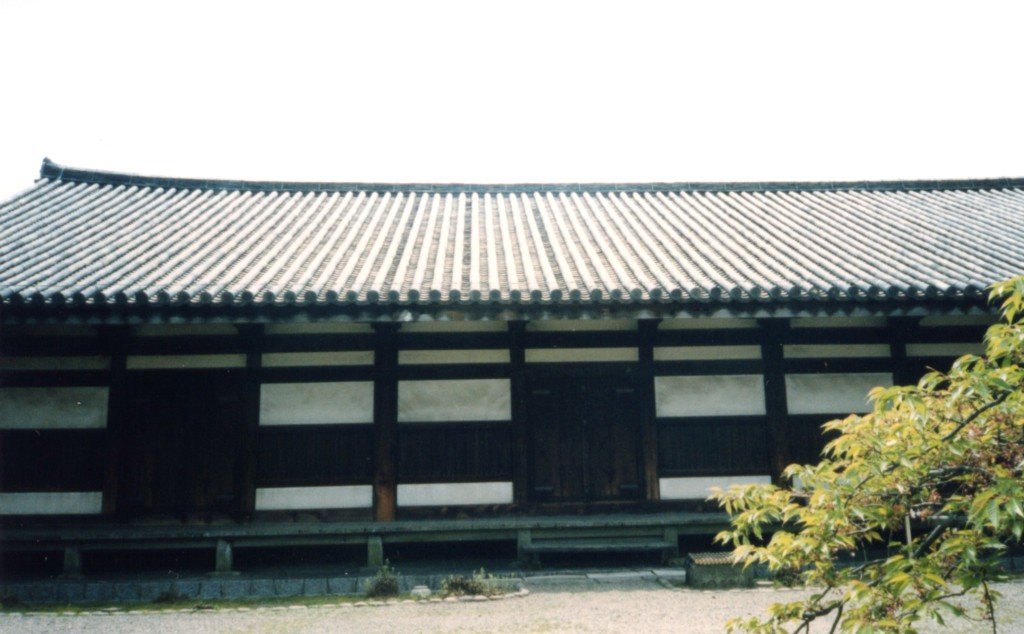
선실

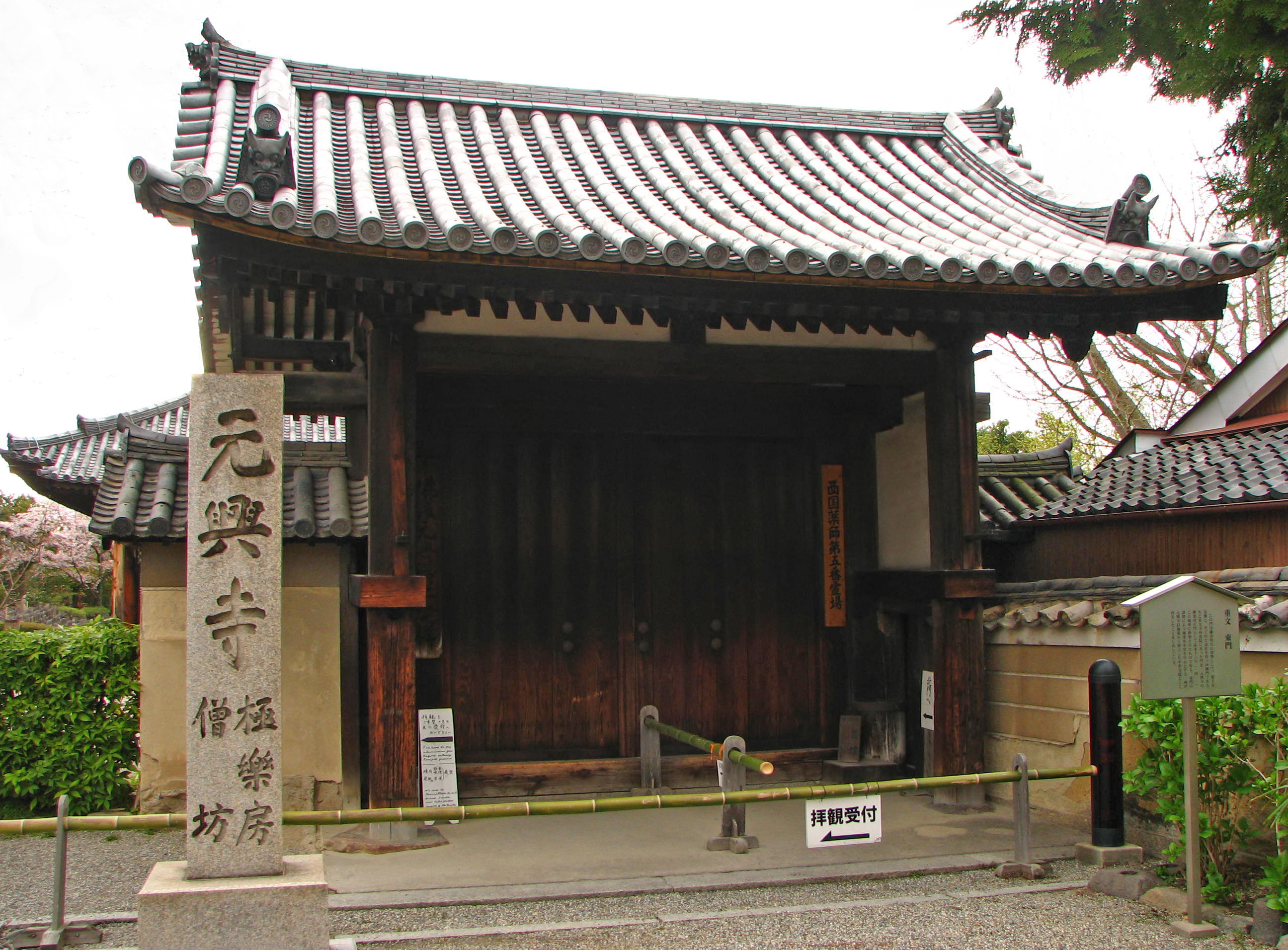
동문

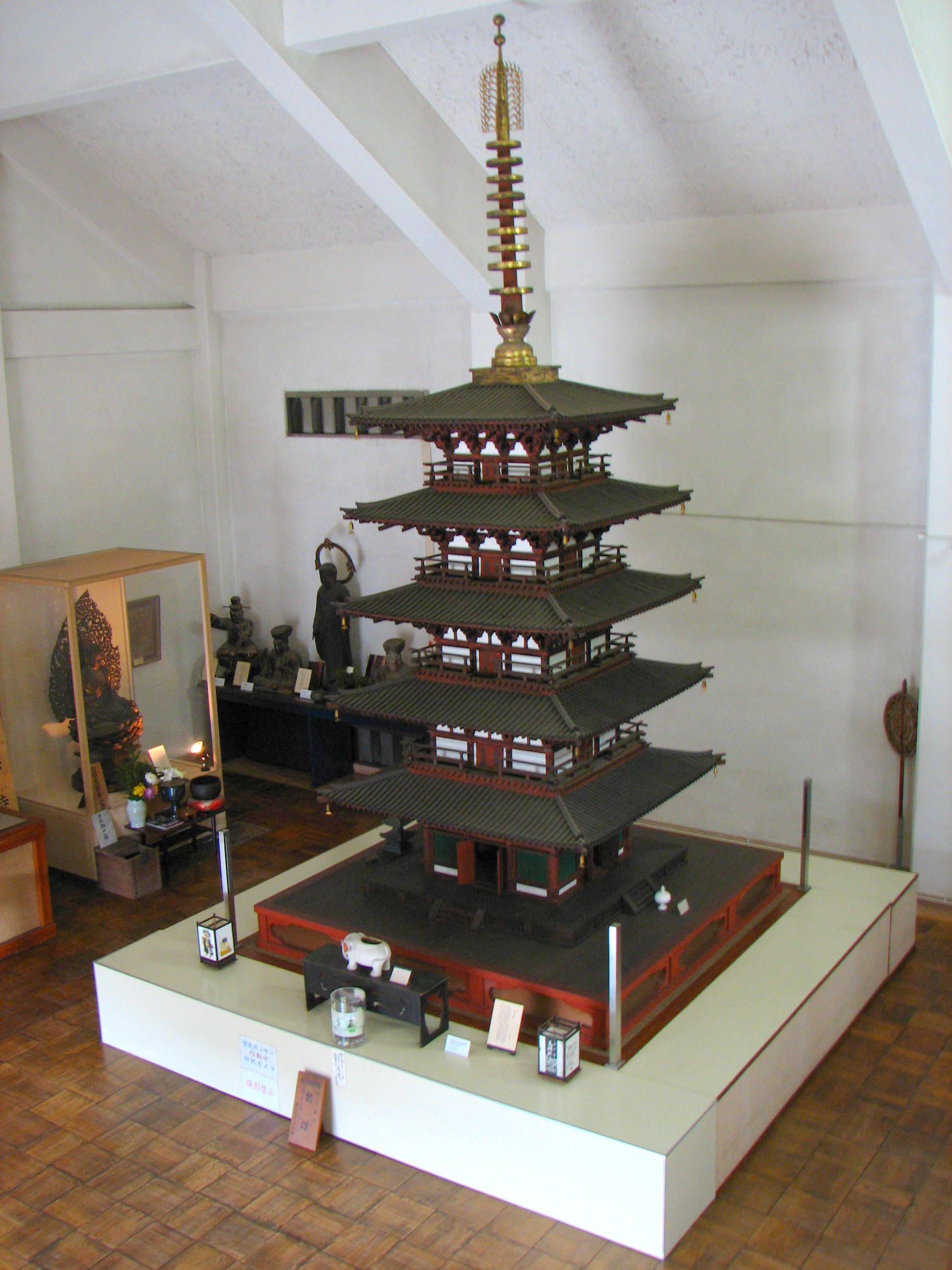
오층소탑 모형

간고지(元興寺)는 일본 나라현 나라시에 있는 고대의 불교 사원으로 한때 남도 7대사의 하나였다.

## 역사
원래 절은 소가노 우마코에 의해 아스카에 세워졌었다. 절은 718년에 수도가 헤이조쿄로 이전되면서 나라로 옮겨지게 되었다.
간고지는 본래 7개의 건물과 탑으로 이루어진 사원이었고 나라 시의 보존 지구인 현재의 나라마치의 광범위한 영역을 차지하고 있었다. 그러나 원래의 건축물들 대부분은 시간이 지나면서 특히 15세기와 19세기의 화재로 소실되었다.

## 건축
절에서 가장 잘 보존된 부분은 극락방(極楽坊)이다. 나라의 다른 사원, 신사들과 함께 고도 나라의 문화재로써 유네스코 세계유산으로 지정되어있다. 절에 있는 세 개의 일본 국보는 다음과 같다.
- 본당(本堂) 또는 극락방(極楽坊)
- 선실(禅室)
- 오층소탑(五重小塔)

나라 시대에는 주변의 도다이지, 고후쿠지와 같은 큰 절이었으나 중세 이후 점차 쇠퇴해 현재는 두 개의 사원으로 나뉘어 있다. 이 중 고도 나라의 문화재로 지정된 극락방이 있는 곳이 진언률종에 속하고 다른 한 곳은 화엄종에 속한다.

## 같이 보기
- 아스카데라
- 남도 7대사